# RADSL
Rate-adaptive DSL (RADSL): é uma variação da tecnologia ADSL. O modem RADSL ajusta a velocidade de upstream dependendo da distância e da qualidade da linha entre o DCE (central) e o DTE (modem), com a tentativa de manter uma boa velocidade de downstream.
Quando o modem RADSL conecta, a banda de upstream é ajustada ao criar uma maior faixa de frequência para downstream. Usando esta técnica, a linha é mais tolerante a erros causados pelo ruído e pela perda do sinal.
Como é ajustada a frequência, largura da banda upstream pode ser diminuída notadamente se houver uma grande quantidade de ruído na linha ou perda de sinal - isto pode reduzir a largura da banda upstream para 64 kbit/s - a mesma velocidade de um único canal ISDN.